# Паниотто, Владимир Ильич
Влади́мир Ильи́ч Панио́тто (род. 22 января 1947 г. в Киеве) — советский и украинский социолог, доктор философских наук, генеральный директор Киевского международного института социологии (КМИС), профессор кафедры социологии Университета «Киево-Могилянская Академия», один из основателей конкурса «Лучший молодой социолог года»

## Биография
- После окончания механико-математического факультета Киевского университета им. Шевченко в 1970 году работал в Институте философии АН УССР научным сотрудником, заведующим сектором компьютерного моделирования социальных процессов.
- С 1990 года — заведующий отделом методологии и методов социологии Института социологии НАН Украины.
- В 1991—1992 гг. — профессор Киевского университета им. Шевченко.
- С 1992 г. работает директором созданного им вместе с Валерием Хмелько и Майклом Сваффордом Киевского международного института социологии и одновременно профессором Национального университета «Киево-Могилянская академия».
- Стажировался в Колумбийском и Мюнхенском университетах, в течение двух семестров (в 1993 и 1995 гг.), работал профессором в университете Джонса Хопкинса.
- В. Паниотто участвовал в разработке методологии экзит-полов, проводимых Киевским международным институтом социологии и группой компаний под названием «Национальный экзит-пол»[3]. Большой общественный резонанс, неоднозначную оценку и многочисленные дискуссии вызвали экзит-полы 2004 года.[4].
- В. И. Паниотто является членом Правления Социологической ассоциации Украины, с 1996 по 2005 гг. был национальным представителем Европейской ассоциации исследователей общественного мнения и маркетинга (ESOMAR), является членом WAPOR, AAPOR, Международной социологической ассоциации (ISA).
- С 2006 г. является Вице-президентом Украинской ассоциации маркетинга (УАМ). Один из двух украинских социологов (второй — Евгений Головаха), включенных в 2002 г. в книгу «Who is who in the World».
- В 2006 г. В. Паниотто совместно с мужем Натальи Паниной[5] Е. Головахой основал центр им. Паниной. Центр ежегодно проводит конкурс для молодых социологов[2] и вручает медали им. Н.Паниной[5].
- Член редколлегий ряда украинских и российских журналов: «Социология: теория, методы, маркетинг», «Маркетинговые исследования», «Статистика Украины», «4М: Методология, Методы, Математическое Моделирование в социологии».
- Известен как эксперт по вопросам методологии социологических исследований. Другие темы публикаций — исследование бедности; престиж профессий; анализ социометрических данных; экзит-пол; ксенофобия. Владимир Паниотто издал 10 книг и более 200 статей и глав. (Володимир Ілліч Паніотто. Бібліографічний покажчик. Серія «Вчені НаУКМА» випуск 17. — ВД «Академія», 2007, 73 с.). Книга «Зачем социологу математика», написанная в соавторстве с В. Максименко, получила вторую премию на Всесоюзном конкурсе, на который было представлено около 400 работ.

## Книги
- 1. Статистический анализ социологических данных. Kиев: Издательский Дом «KM Академия», 2004. — 270 p. (в соавторстве с В. Максименко и Н. Харченко). На украинском языке.
- 2. Опыт моделирования социальных процессов. Под ред. В.Паниотто. — Киев: Наукова думка, 200 с., 1989
- 3. Почтовый опрос в социологическом исследовании. В соавт. с Ю.Яковенко. — Киев: Наукова думка, 138 с., 1988
- 4. Качество социологической информации. — Киев: Наукова думка, 206 с., 1986
- 5. Количественные методы в социологических исследованиях. В соавт. с В. Максименко — Киев: Наукова думка, 272 с., 1982
- 6. Структура межличностных отношений. Киев: Наукова думка, 128 с., 1975

## Статьи
- Ukrainian movement for perestroika («Rukh»): results of a sociological survey. — Soviet Studies, Vol.43, No.1, Glasgow, 1991
- Social Structure and Personality under Conditions of Radical Social Change: A Comparative Analysis of Poland and Ukraine. — American Sociological Review, 1997, August, Vol. 62, N.4 (with M. Kohn and others).
- V.Paniotto. The level of anti-semitism in Ukraine. — International Journal of Sociology. Fall 1999 / vol.29, No.3. — P.66-75.
- N.Kharchenko, V.Paniotto. Poverty profiles and coping mechanisms in Ukraine. — Poverty in Transition Economies. Ed. by S.Hutton and G.Redmond. Routledge, London-N.Y., 2000. — P.91-109.
- В. Паніотто, Н.Харченко. Социологические исследования как способ контроля результатов выборов и референдумов // Социология: теория, методы, маркетинг. — 2001. — № 1. — С.155-170.
- Паніотто В.І., Хмелько В.Є. Динаміка ставлення населення до незалежності України та фактори, що її визначають. — Десять років соціально-економічних перетворень в Україні: спроба неупередженої оцінки. Ред. І. Бураковський. «К.І.С.», Київ, 2002, с.23-28
- Paniotto V., Shiraev E. Ukraine: Fears and Uncertainty. — Fears in Pos-Communist Societies. A Comarative Perspective. Ed. by V. Shlapentokh and E. Shiraev. Palgrave: N.Y., 2002. — p. 67-80
- В. Мітофскі, М. Едельман, В. Паніотто, Н. Харченко. Опитування «екзит пол»: історія, розвиток, методологія. — Загальнонаціональні опитування exit poll. — К.: Заповіт, 2002, с. 9 — 17
- M. Kohn, V. Paniotto, K. Slomczynsky and others. Structural Location and Personality During the Transformation of Poland and Ukraine. — Social Psychology Quarterly, vol.65, No.4, December 2002, p. 364—386
- M.Kohn, V.Khmelko, V.Paniotto, Ho-Fung Hung. Social structure and personality During the process of Radical Social change: A Study of Ukraine in Transition. — Comparative Sociology, 2004, vol.3, issue 3-4
- V.Paniotto. Presidential Elections 2004 and the Orange Revolution. — Election time, Vienna, 2005
- O. Bekh, E. Murrugarra, V. Paniotto, T. Petrenko, V. Sarioglo. Ukraine school survey (Design Challenges, Poverty Links, and Evaluation Opportunities). — Are You Being Served? New Tools for Measuring Service Delivery. Ed.by S.Amin,J.Das, M.Goldstein. — The World Bank. — Washington, 2008. — c.251-270
- В.Паніотто. Динаміка ксенофобії і антисемітизму в Україні (1994—2007) — Соціологія: теорія, методи, маркетинг. 2008, N.1, c. 197—214
- S.J. Bromet, S.F. Gluzman, N.L. Tintle, V.I. Paniotto, C.P.M. Webb, V. Zakhozha, J.M. Havenaar, Z. Gutkovich, S. Kostyuchenko and J.E. Schwartz. The State of Mental Health and Alcoholism in Ukraine. — The WHO World Mental Health Surveys. Global Perspectives on the Epidemiology of Mental Disorders / Ed. by R.C. Kessler, N.B. Ŭstün. Cambridge University Press, 2008, p. 431—447.
- V. Paniotto, N. Kharchenko. What Poverty Criteria Are Best for Ukraine? — Problems of Economic Transition, vol.51, no. 7, November 2008, pp. 5-12.
- N. Kharchenko and V. Paniotto. Exit Polling in an Emergent Democracy: The Complex Case of Ukraine. Survey Research Methods (2010), Vol.4, No.1, pp. 31-42
- N. Kharchenko and V. Paniotto. The Ukraine Presidential Election: Comparing the 2010 and 2004 exit polls. WAPOR newsletter Second Quarter 2010, pp. 10-14 http://wapor.unl.edu/pdf/Newsletters/2q2010.pdf Архивная копия от 18 июня 2013 на Wayback Machine
- Паніотто В.І., Харченко Н. М. Соціологічні дослідження як спосіб контролю результатів виборів та референдумів. — Соціологія політики: хрестоматія. — К.: Видавництво Європейського ун-ту, 2010, т.2, частина 2, с.90-105 (передруковано з 138).
- В.Паніотто. Ігор Семенович Кон: фото коментар, листування. Соціологія: теорія, методи, маркетинг. 2011, N.2, c. 3-9
- Паніотто В.І., Харченко Н. М. Глава 32. Методичні особливості проведення екзит-полів. — Соціологія політики: підручник у 2-х частинах. За ред. В. А. Полторака, О. В. Петрова, А. В. Толстоухова — К.: Видавництво Європейського ун-ту, 2011, т.2, частина 2, с.283 — 301.
- В.Паниотто, Н.Харченко. Кризис в методах опроса и пути его преодоления. — Социология: теория, методы, маркетинг, 2012, N.1, c. 3-20
- В.Паниотто. «Кризис в методах опроса и пути его преодоления»: соображения по теме международной конференции. — Вестник общественного мнения. Данные. Анализ. Дискуссии. 2012, N 4(110), с.113 (Москва, издание Левада-центра)
- В.Паніотто, А.Грушецький. Чи ще не вмерло моделювання? Історія соціального моделювання в Україні та агентно-орієнтований підхід на прикладі прогнозування мовної ситуації в Україні. — Сучасні методи збору і аналізу даних в соціології / За науковою ред. Є.І.Головахи і Т. Я. Любивої. — К.: Інститут соціології НАН України, 2013. — 140с.
- В. Паниотто. Украина. Евромайдан. Вестник общественного мнения. Данные. Анализ. Дискуссии. 2013, N 3-4(116), с.3-16 (Москва, издание Левада-центра)
- В.Паніотто. Амосов і моделювання соціальних процесів. — Соціологія: теорія, методи, маркетинг, 2014, N.1, c. 199—206
- А.Мазурок, В.Паниотто, Н.Харченко. Факторы электоральной популярности ВО «Свобода». — Социология: теория, методы, маркетинг, 2014, N.2, c. 82-100
- В. Паниотто. Украина. Евромайдан. — Вестник общественного мнения. Данные. Анализ. Дискуссии. 2013, N 3-4(116), с.3-16
- В.Паниотто. Евромайдан. До и после победы. Вестник общественного мнения. Данные. Анализ. Дискуссии. 2014, N 1-2(117), с.135-140
- V.Paniotto. Euromaidan: Profile of a Rebellion. — Global Dialogue, 2014, Volume 4, Issue 2
- В.Паниотто. Стакан наполовину полон // Капитал, 2 октября 2013
- В.Паниотто. Между Европой и Россией // Капитал, 8 октября 2013, вторник, № 119 (119)
- В.Паниотто. Китайские впечатления. Модернизм // Капитал, 31 октября 2013, четверг, № 136 (136)
- В.Паниотто. Китайские впечатления. Без языка// Капитал, 12 ноября 2013, вторник, № 144 (144)
- В.Паниотто. Окно в Европу призакрыто// Капитал, 26 ноября 2013, вторник, № 154 (154)
- В.Паниотто. Как получить нужный результат на референдуме // Капитал, 17 апреля 2013
- В.Паниотто. Социологи как иностранные агенты // Капитал, 23 мая 2013
- В.Паниотто. Не экономические аспекты инвестиционной привлекательности // Капитал, 4 июня 2013
- В.Паниотто. Что мы знаем о ксенофобии в Украине? // Капитал, 19 июня 2013
- В.Паниотто. Государственные праздники и патриотизм. // Капитал, 28 июня 2013
- В.Паниотто. Проблемы, которые нас беспокоят // Капитал, 9 июля 2013
- В.Паниотто. Предательство стало рутинным // Капитал, 25 июля 2013
- В.Паниотто. Почему социологи плохо прогнозируют социальные взрывы. // Капитал, 9 декабря 2013, понедельник, № 163 (163)
- В.Паниотто. Кто и зачем вышел на Евромайдан // Капитал, 18 декабря 2013, среда, № 170 (170)
- В.Паниотто. Нет такой партии! // Капитал, 24 декабря 2013, вторник, № 174 (174)
- В.Паниотто. Фитиль горит…// Капитал, 11 февраля 2014, вторник, № 022 (199)
- В.Паниотто. Майдан: взгляд с Юго-Востока // Капитал, 19 февраля 2014, среда, № 028 (205)
- В.Паниотто. Революционная украинизация. // Капитал, 25 февраля 2014, вторник, № 032 (209)

- В.Паниотто. Евромайдан. До и после победы. Вестник общественного мнения. Данные. Анализ. Дискуссии. 2014, N 1-2(117), с.135-140
- В.Паниотто. Евромайдан внутри и снаружи: результаты социологических исследований. — - К.: Інститут соціології НАН України, 2015. — с.15-33 164с.
- В. Паниотто, В. Хмелько. Встречи с Ядовым. — Соціологічні читання пам’яті Наталії Паніної і Володимира Ядова. Виступи та есе / За наук. ред. Є.І. Головахи та О. Г. Стегнія. — К.: Інститут соціології НАН України, 2016. — с.114.
- В.Паниотто, Н.Харченко. Стратегия исследования. — Маркетинг в Україні, 2016, N1-2, с.41-57
- В.Паніотто. Чинники щастя і соціальна напруженість. — Проблеми розвитку соціологічної теорії: структурні зміни і соціальна напруженість. Матеріали IV Міжнарод. Наук.-практ. Конференції. — К.: Логос, 2017
- В.Паніотто. Методи опитувань в Україні: історія та сучасні проблеми. — Методологія і методи соціологічних досліджень в Україні: історія і сучасні проблеми. До 70-річчя Володимира Паніотто: збірник статей за матеріалами конференції, 22 січня, м. Київ. — Київ: Інститут соціології НАН України, ХНУ імені В. Н. Каразіна, 2017. — 208 с., с.12-27
- В.Паніотто. Формування національної вибірки за умов анексії Криму і окупації частини Донбасу. — Нові нерівності — нові конфлікти: шляхи подолання. Третій конгрес Соціологічної асоціації України. Тези доповідей. — Харків: САУ, ХНУ імені В. Н. Каразіна, 2017. — с.22
- В.Паниотто. История выборочных исследований в Украине: опыт сотрудничества с Николаем Чуриловым и Лесли Кишем. — Українське суспільство: що ми знаємо, чого не знаємо і чого уникаємо? Матеріали Міжнародних соціологічних читань пам’яті Н. В. Паніної. — Київ: Інститут соціології НАН України, 2017. — 152 с., с.51-61
- В.Паніотто. Методи і досвід дослідження парламенту України. — СЬОМА ЩОРІЧНА МІЖНАРОДНА КОНФЕРЕНЦІЯ «ПАРЛАМЕНТСЬКІ ЧИТАННЯ». — Київ, Лабораторія законодавчих ініціатив, 2017. — 110с., с. 5-11.
- В. Паніотто, Ю. Сахно, А. Пясковська. Динаміка рівня щастя та його детермінанти. Україна 2001—2017. — Соціологія: теорія, методи, маркетинг, 2018, N1- С.84-101
- N.Kharchenko, V.Paniotto, O. Perverzyev. Up-to-date view on the crisis in survey methods and ways to overcome. — Ukrainian Sociology in the 21st Century. Theory, Methods. Research results. Ed by V.Bakirov, Y.Golovakha. — Kharkiv: Інститут соціології НАН України, ХНУ імені В. Н. Каразіна, SAU, 2018. — 559p. p.173-190
- В.Паниотто. Анекдоты о маркетинге и рекламе. Часть 1. — Маркетинг в Україні, 1918, N6
- В.Паніотто. Довіра населення України до соціологічних опитувань (2002—2018) — Маркетинг в Україні, 1919, N1, с.4-11
- В.Паниотто. Анекдоты о маркетинге и рекламе. Часть 2. — Маркетинг в Україні, 1919, N4, с.66-70
- В.Паніотто. Розвиток методів соціологічних досліджень в Інституті філософії АН УРСР (1968-1990рр). — Академічна соціологія в Україні (1918—2018). У 2-х томах. Том 2. Спогади, інтерв’ю, статті. — Київ: Інститут соціології НАН України, 2019. — 345 с. , с.45-54
- В.Паніотто. Майбутнє методів соціологічних досліджень.- Соціологія майбутнього і майбутнє соціології в ХХ1 столітті. — Київ: Інститут соціології НАН України, 2019. — 128 с., с.49-65
- В.Паниотто. Анекдоты о маркетинге и рекламе. Часть 3. — Маркетинг в Україні, 2019, N6, с.63-68
- Paniotto V.I. The attitude of Ukraine’s population to Russia and Russia’s population to Ukraine (2008—2020). — Наукові записки НаУКМА. Том 3. Соціологічні науки. — 2020, с.3-14

Академическая активность:
- 20 квітня 2010, Київ, Ун-т Шевченка, круглий стіл на тему: «Екзит-поли під час президентських виборів 2010: методологія, похибки, точність прогнозування», Доповідь «проблеми національного екзит-полу і їх вирішення»
- 12-16 травня, Чікаго (США), Щорічна 65 спільна конференція WAPOR-AAPOR, доповідь THE ROLE OF EXIT-POLLS DURING ELECTIONS IN UKRAINE IN 1998—2010
- 22 вересня, Київ International workshop: «Introduction to Contemporary Ukrainian Reality» International workshop «Introduction to Contemporary Ukrainian Reality» for participants of research trip to Ukraine of the group of professors and graduate students from Centre for Baltic and Eastern European Studies (CBEES) Sodertorn University, Stockholm, Sweden. Доповідь «Екзит-поли під час виборів в Україні»
- 1 жовтня 2010, Київ, 7-ма Міжнародна конференція «Маркетингові дослідження в Україні», доповідь «Використання мережевих методів для оцінки чисельності невеликих груп населення»
- 13 жовтня, Київ, прес-конференція Міжнародної фундації електоральних систем (IFES)
- «Зміни та побоювання: громадська думка в україні — 2010», доповідь — «Методологія дослідження»
- 22 — 23 жовтня 2010 року у м. Форлі (Італія) проходила конференція: "The European Union and Russia in the Post-soviet Area: Shared Neighbourhood or Battlefield of Influence?"Доповідь — «Україно-російські відносини»

```
* 15th World convention of Association for the Study of Nations (ASN), New York, 14-16 April 2011 — доповідь Ukraine-Russia relations as perceived by the Ukrainian and Russian population (2008—2011)
* 4-а конференція Європейської асоціації опитувань (ESRA conference in Lausanne, July 18 to July 22, 2011 — Changing research methods in Ukraine: CATI or Mixed-Mode Surveys?
* 21 — 22 жовтня 2011 р. Форлі (Італія) конференція: " The New Presidential Elections in Russia and the Challenges of Modernization " — Modernization, Democracy and Russian-Ukraine Relations
* Україно-російська конференція «Криза в методах опитування і шляхи ії подолання» (Київ, 28-30 жовтня 2011) — Кризис в методах опроса и пути его преодоления
* 28 вересня 2011, Київ,ReMark — 8-ма Міжнародна конференція «Маркетингові дослідження в Україні»
* Міжнародна конференція «Літні люди в Україні: свої чи чужі?» (Київ, 15-16 лютого 2012) — Добробут, здоров’я та щастя літніх людей в Україні (2001—2011)
* Круглий стіл «ЯКОЮ Є, МОЖЕ ТА МАЄ БУТИ ПУБЛІЧНА СОЦІОЛОГІЯ В УКРАЇНІ?» 28 травня 2012 — Проект «Дзеркало суспільства»
* Дев’ята Міжнародна конференція Re: Mark 2012 («Маркетингові дослідження: інструменти та технології»), 28 вересня 2012 — А.Красновський, В.Паніотто Опитування в режимі реального часу
* Круглий стіл Комітету Верховоної Ради з питань прав людини, національних меншин і міжнаціональних відносин «День памяти жертв Холокоста» .24 січня 2012 — Виступ «Динаміка ксенофобії і антисемітизма в Україні»
* Міжнародна конференція "50 років міжнаціональних порівняльних досліджень соціальної структури і особитості: США, Польща, Японія, Україна та Китай: 1956—2006 " (Пекін, 12 жовтня 2013) — Методологія досліджень Мелвіна Кона та ії вплив на розвиток соціології в Україні
* The fifth Conference of the European Survey Research Association (ESRA) Ljubljana, Slovenia, 15—19 of July, 2013. — В.Паніотто, Н.Харченко, А.Грушецький — The increase in support of Right ideology: assessing the Social and Economical Context in Ukraine
* Виступ «Аналіз та інтерпретація соціологічних досліджень прес-службами державних структур», Семінар «Особливості діяльності прес-служб державних установ та організацій в умовах інформаційної війни», організовано Фондом Демократичні ініціативи за підтримки посольства США, Київ, 28 квітня
* Виступ «Методологія збору даних», Семінар «Інвестиційний атлас України» Державного агентства з інвестицій та управління національними проектами України, Київ, 28 квітня
* Виступ «Динаміка бідності 1994—2014», Відкрита панельна дискусія «Бідність в Україні: нові виклики, ризики, тенденції», що організована Інститутом демографії та соціальних досліджень імені М. В. Птухи НАН України, 20 листопада 2014 року
* Виступ «Співвідношення суб’єктивних і об’єктивних характеристик при визначені середнього класу» на Фаховій діскусії «Середній клас в Україні: соціологічний портрет». Центр Разумкова, 20 листопада 2014 року
* Виступ на 2-х секціях у дискусіях, Конгрес «Україна-Росія: діалог», Київ, 24-25 квітня
* Доповіді Н.Харченко, В.Паніотто, А.Красновський «Зростання підтримки радикальної (правої) партії в Україні: Оцінка соціально-економічного контексту» та Н.Харченко, В.Паніотто, «Динаміка соціальних індикаторів в Україні» на сесвітньому конгресі соціологів, що пройшов 13-19 липня в Японії
* Виступ «Екзит-пол 2014», 10-й міжнародний Danyliw Research Seminar кафедри українознавства Університету Оттави (Канада), 30 жовтня — 1 листопада
* Щорічна почесна Zenovia Sochor Parry Memorial Lecture, тема «Українське суспільство сьогодні та його основні соціальні показники 1994—2014», 3 жовтня, Гарвард, Український інститут Америки (HURI), Бостон, США
* Виступ «Українська політика й суспільство після Євромайдану і Януковича», семінар «Сучасна Україна» Українського інституту Америки (HURI), 4 жовтня, 2014, Бостон, США
* Доповідь «Українське суспільство сьогодні і його головні соціальні індикатори (1994—2014)»
* Школа політичного менеджменту, Грудень 5, 2014
* Доповідь «Євромайдан ззовні та всередині: результати соціологічних досліджень.», Панінські читання, Київ, 13 грудня 2014
* Паниотто, Красновский. Телефонные опросы сегодня: Проблемы и решения. -Четырнадцатая Международная Научно-Практическая Конференция «Маркетинг в Украине». Киев, 12-13 декабря 2014.
* Доповідь «Об’єктивне і суб’єктивне у вимірюванні бідності.» Міжнародна науково-практична конференція «Нові виклики бідності в Україні» 15 грудня 2014 року, м. Київ
* Доповідь «Ситуація на Донбасі у дзеркалі громадської думки». Доповідь на Вченій Раді у НІІ МВС 9 лютого 2015
* Report «UKRAINE AFTER MINSK II», Conference 3rd UKRAINE REALITY CHECK, Riga April 16, 2015
```

В.Паніотто, А.Грушецький. Чи ще не вмерло моделювання? Історія соціального моделювання в Україні та агентно-орієнтований підхід на прикладі прогнозування мовної ситуації в Україні. — Сучасні методи збору і аналізу даних в соціології / За науковою ред. Є.І.Головахи і Т. Я. Любивої. — К.: Інститут соціології НАН України, 2013. — 140с.
В. Паниотто. Украина. Евромайдан. Вестник общественного мнения. Данные. Анализ. Дискуссии. 2013, N 3-4(116), с.3-16
В.Паніотто. Амосов і моделювання соціальних процесів. — Соціологія: теорія, методи, маркетинг, 2014, N.1, c. 199—206
А.Мазурок, В.Паниотто, Н.Харченко. Факторы электоральной популярности ВО «Свобода». — Социология: теория, методы, маркетинг, 2014, N.2, c. 82-100
V.Paniotto. Euromaidan: Profile of a Rebellion. — Global Dialogue, 2014, Volume 4, Issue 2
В.Паниотто. Евромайдан. До и после победы. Вестник общественного мнения. Данные. Анализ. Дискуссии. 2014, N 1-2(117), с.135-140
В.Паниотто. Евромайдан внутри и снаружи: результаты социологических исследований. — - К.: Інститут соціології НАН України, 2015. — с.15-33 164с.
В. Паниотто, В. Хмелько. Встречи с Ядовым. — Соціологічні читання пам’яті Наталії Паніної і Володимира Ядова. Виступи та есе / За наук. ред. Є.І. Головахи та О. Г. Стегнія. — К.: Інститут соціології НАН України, 2016. — с.114.
В.Паніотто. Чинники щастя і соціальна напруженість. — Проблеми розвитку соціологічної теорії: структурні зміни і соціальна напруженість. Матеріали IV Міжнарод. Наук.-практ. Конференції. — К.: Логос, 2017
В.Паніотто. Методи опитувань в Україні: історія та сучасні проблеми. — Методологія і методи соціологічних досліджень в Україні: історія і сучасні проблеми. До 70-річчя Володимира Паніотто: збірник статей за матеріалами конференції, 22 січня, м. Київ. — Київ: Інститут соціології НАН України, ХНУ імені В. Н. Каразіна, 2017. — 208 с., с.12-27
В.Паніотто. Формування національної вибірки за умов анексії Криму і окупації частини Донбасу. — Нові нерівності — нові конфлікти: шляхи подолання. Третій конгрес Соціологічної асоціації України. Тези доповідей. — Харків: САУ, ХНУ імені В. Н. Каразіна, 2017. — с.22
В.Паниотто. История выборочных исследований в Украине: опыт сотрудничества с Николаем Чуриловым и Лесли Кишем. — Українське суспільство: що ми знаємо, чого не знаємо і чого уникаємо? Матеріали Міжнародних соціологічних читань пам’яті Н. В. Паніної. — Київ: Інститут соціології НАН України, 2017. — 152 с., с.51-61
В.Паніотто. Методи і досвід дослідження парламенту України. — СЬОМА ЩОРІЧНА МІЖНАРОДНА КОНФЕРЕНЦІЯ «ПАРЛАМЕНТСЬКІ ЧИТАННЯ». — Київ, Лабораторія законодавчих ініціатив, 2017. — 110с., с. 5-11.
Монографії
```
В. Паніотто, Н. Харченко, Методи опитування. К.: Видавничий дім «КМ Академія», 2017. — 342 с.
```